# Liz Benson
Liz Benson hay Elizabeth Benson (sinh năm 1966) là tên của một nữ diễn viên người Nigeria chuyên diễn trong các bộ phim Nollywood (nền công nghiệp điện ảnh của Nigeria). Năm bà 5 tuổi, bà đã bắt đầu sự nghiệp diễn xuất của bà. Bà trở tên nổi tiếng khi bà xuất hiện trong vở opera xà phòng (đây là một thuật ngữ chỉ những vở opera xuất hiện liên tục trên sóng truyền hình hay đài phát thanh, sỡ dĩ gọi xà phòng là do ban đầu các công ty sản xuất xà phòng chủ yếu tài trợ cho các vỡ opera này) tên là Fortunes
Năm 1994, vai diễn chính của bà trong bộ phim Glamour Girls là một yếu tố khiến bộ phim này trở thành một bộ phim gia đình thành công khi tập trung vào chủ đề mại dâm. Từ đó, sự nghiệp diễn xuất của bà bắt đầu phát triển và sô lượng người hâm mô bà đã lên đến hàng triệu là vì nó.
Tuy nhiên khi sự nghiệp của bà đang trên đà phát triển thì bà bỗng từ bỏ nghiệp diễn mà trở thành một người theo đạo Cơ-đốc và bắt đầu việc thuyết giảng sách phúc âm. Năm 2009, bà kết hôn với mục sư Great Emeya tại thánh đường cầu vồng (tiếng Anh: Rainbow Christian Assembly), bang Delta.
Trước đó, vào những năm bà hơn 20 tuổi, người chồng đầu tiên của bà tên là Samuel Gabriel Etim qua đời.

## Phim ảnh
Dưới đây là những bộ phim bà đã tham gia:
Lizard Life (Năm 2017)
Hilarious Hilary (Năm 2015)
Dearest Mummy (Năm 2015)
Dry (Năm 2014)
Toko taya (Năm 2007)
Political Control (Năm 2006)
Political Control 2 (Năm 2006)
Political Control 3 (Năm 2006)
Bridge-Stone (Năm 2005)
Bridge-Stone 2 (Năm 2005)
Crazy Passion (Năm 2005)
Crazy Passion 2(Năm 2005)
Day of Atonement (Năm 2005)
Now & Forever(Năm 2005)
Now & Forever 2 (Năm 2005)
Squad Twenty-Three (Năm 2005)
Squad Twenty-Three 2 (Năm 2005)
Women in Power (Năm 2005)
Women in Power 2 (Năm 2005)
Inheritance (Năm 2004)
Melody of Life (Năm 2004)
Red Hot (Năm 2004)
Turn Table (Năm 2004)
Turn Table 2 (Năm 2004)
World Apart (Năm 2004)
World Apart 2 (Năm 2004)
Èèkù-idà (Năm 2002)
Èèkù-idà 2 (Năm 2002)
Wisdom and Riches (Năm 2002)
Wisdom and Riches 2 (Năm 2002)
Dapo Junior (Năm 2000)
Chain Reaction (Năm 1999)
Diamond Ring (Năm 1998)
Diamond Ring 2 (Năm 1998)
Scores to Settle (Năm 1998)
Witches (Năm 1998)
Back to Life (Năm 1997)
True Confession (Năm 1995)
Glamour Girls (Năm 1994)